# Шпанија на Европском првенству у атлетици у дворани 1975.
Шпанија је учествовала на 6. Европском првенству у дворани 1975. 8. и 9. марта у Спортско-забавној дворани Сподек у Катовицама, (Пољска).  У шестом учешћу на европским првенствима у дворани репрезентацију Шпаније представљало је 7  атлетичара  (6 мушкараца и 1 жена) који су се такмичили  у 6 дисциплина (5 мушких и 1 женска.
На овом првенству Шпанија није освојила ниједну медаљу, нити је оборен неки национални рекорд.
У табели успешности према броју и пласману такмичара који су учествовали у финалним такмичењима (првих 8 такмичара) Шпанија са још 5 земаља Аустрија, Бугарска,  Данска[, [Луксембург]] Норвешка и Турска нису имале финалисте.

## Учесници
| Бр. | Дисциплина   | Мушкарци                       | Жене        | Укупно |
| --- | ------------ | ------------------------------ | ----------- | ------ |
| 1.  | 60 м         | Хавијер Мартинез Хуан Карбонел | Бела Лезана | 3      |
| 2.  | 1.500 м      | Хуан Мартинез                  |             | 1      |
| 3.  | 3.000 м      | Антони Бургос                  |             | 1      |
| 4.  | 60 м препоне | Гаетано Кајета                 |             | 1      |
| 5.  | Скок увис    | Густаво Маркета                |             | 1      |
|     | Укупно (2)   | 2                              | 0           | 2      |

| Атлетичар        | Дисциплина   | Лични рекорд | Квалификације | Квалификације | Полуфинале           | Полуфинале           | Финале               | Финале        | Детаљи |
| Атлетичар        | Дисциплина   | Лични рекорд | Резултат      | Место         | Резултат             | Место                | Резултат             | Место         | Детаљи |
| ---------------- | ------------ | ------------ | ------------- | ------------- | -------------------- | -------------------- | -------------------- | ------------- | ------ |
| Хавијер Мартинез | 60 м         |              | 6,85          | 3. у гр. 1 кв | 6,84                 | 6, и пф 1            | Није се квалификовао | 11. / 20 (19) |        |
| Хуан Карбонел    | 60 м         |              | 2:07,1 КВ     | 2. у гр. 2    | Није се квалификовао | Није се квалификовао | Није се квалификовао | 20. / 20 (19) |        |
| Хуан Мартинез    | 1.500 м      |              | 2:07,1 КВ     | 2. у гр. 2    |                      |                      | Није се квалификовао | 19. / 19      |        |
| Антони Бургос    | 3.000 м      |              |               |               |                      |                      | 8:09,4               | 10. / 13      |        |
| Гаетано Кајета   | 60 м препоне |              | 8,15          | 4. у гр 1.    | Није се квалификовао | Није се квалификовао | Није се квалификовао | =16. / 23     |        |
| Густаво Маркета  | скок увис    |              |               |               |                      |                      | 2,10                 | 16. / 19      |        |

### Жене
| Атлетичар   | Дисциплина | Лични рекорд | Квалификације | Квалификације | Полуфинале             | Полуфинале             | Финале                 | Финале   | Детаљи |
| Атлетичар   | Дисциплина | Лични рекорд | Резултат      | Место         | Резултат               | Место                  | Резултат               | Место    | Детаљи |
| ----------- | ---------- | ------------ | ------------- | ------------- | ---------------------- | ---------------------- | ---------------------- | -------- | ------ |
| Бела Лезана | 60 м       |              | 7,89          | 4. у гр. 1    | Није се квалификоваала | Није се квалификоваала | Није се квалификоваала | 20. / 20 |        |

## Биланс медаља Шпаније после 6. Европског првенства у дворани 1970—1975.
|     | ЕП     |   |   |   |   | УП  |
| 1.  | 1970.  | 0 | 1 | 2 | 3 | 9   |
| 2.  | 1971.  | 0 | 0 | 0 | 0 | 12  |
| 3.  | 1972.  | 0 | 0 | 0 | 0 | 12  |
| 4.  | 1973.  | 0 | 0 | 0 | 0 | =16 |
| 5.  | 1974.  | 0 | 0 | 0 | 0 | =18 |
| 6.  | 1975.  | 0 | 0 | 0 | 0 | =18 |
| 1—4 | Укупно | 0 | 1 | 2 | 3 | =18 |
| --- | ------ | - | - | - | - | --- |

|                                        | Атлетичар                              | Земља                                  |                                        |                                        |                                        |                                        |
| Није било вишеструких освајача медаља. | Није било вишеструких освајача медаља. | Није било вишеструких освајача медаља. | Није било вишеструких освајача медаља. | Није било вишеструких освајача медаља. | Није било вишеструких освајача медаља. | Није било вишеструких освајача медаља. |
| -------------------------------------- | -------------------------------------- | -------------------------------------- | -------------------------------------- | -------------------------------------- | -------------------------------------- | -------------------------------------- |

## Шпански освајачи медаља после 6. Европског првенства 1970—1975.
|    | Атлетичар/ка            | м  | ж | ЕП       | Дисциплина |   |   |   |   |
| -- | ----------------------- | -- | - | -------- | ---------- | - | - | - | - |
| 1. | Хуан Бороз              | м  |   | 1970.    | 800 м      |   |   |   |   |
| 2. | Хавијер Алварез Салгадо | м  |   | 1970.    | 3.000 м    |   |   |   |   |
| 3. | Рафаел Бланкер          | [м |   | 1970.    | скок удаљ  |   |   |   | 3 |
|    | Укупно                  | 3  | 0 | 1970—75. |            | 0 | 1 | 2 | 3 |